# 초기미동

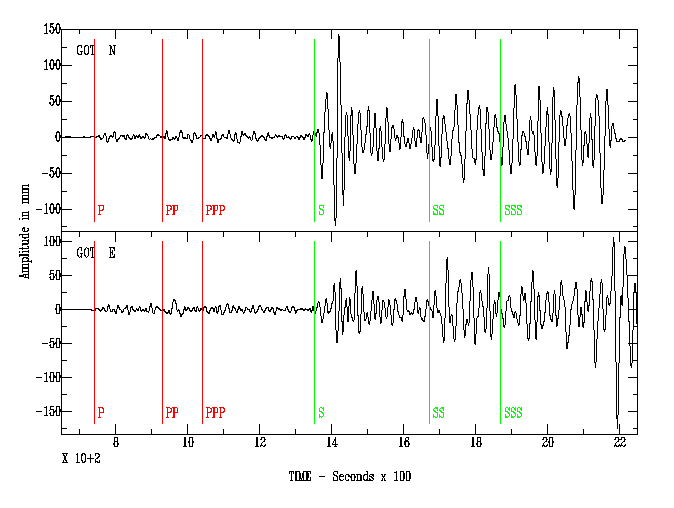
1906년 샌프란시스코 지진 당시 독일의 지진계에서 관측된 지진파의 파형. 맨 왼쪽 빨강 선에서 맨 왼쪽 녹색선까지가 초기미동이다.

초기미동(preliminary tremors)이란 지진이 발생했을 때 처음으로 도달하는 작은 미세한 진동을 의미한다. 지진파 중 P파로 유발되는 흔들림이다. 초기미동은 P파 도달 후부터 S파 도달 사이까지 지속되며 이후의 진동을 주요동이라고 부른다.

## 설명
지진동은 지진파가 만들어 낸 흔들림으로 발생하며, 지진파는 P파, S파, 표면파 등으로 구분된다.:48–50:56–57 이 세 파동의 전파 속도는 각각 달라 P파는 약 5-7 km/s, S파는 약 3-4 km/s이다. 따라서 관측지점에서 바라보면 지진파는 P파가 제일 먼저 도달하고, 그 다음 S파와 표면파 순으로 도달한다. 지진동도 각각의 지진파에서 유발되는 흔들림이므로 P파의 흔들림이 발생한 후 S파의 흔들림이 이어 발생한다.
P파는 밀도가 낮은 파동으로 그 흔들림도 S파보다 더 작다. 또한 P파는 지진파의 주기가 짧아 초기미동도 작고 빠르게 흔들린다고 느껴지며 인간의 느낌으로는 큰 흔들림이 아니다. 또한 건물 등을 크게 흔드는 주기와도 다르기 때문에 초기미동이 오는 동안에는 건물이 무너지는 일이 거의 없다.

## 초기미동 지속시간(PS시)
초기미동 지속시간(duration of preliminary tremors) 혹은 PS시는 P파와 S파의 속도 차이로 발생한다. 반대로 진앙 부근에서는 PS시가 매우 짧거나 없다고 느껴질 수 있다. PS시간의 초에 계수를 곱하면 진원과의 거리를 알 수 있다. 다만 단순 도달 시각과 진앙거리 사이 관계는 1892년 유고슬라비아의 기상학자인 모호로비치치가 진앙거리 200 km를 기준으로 속도가 더 빨라지는 지층(현재는 맨틀로 밝혀짐)에서 굴절되어 더 빠른 속도로 전파된 지진파가 진원에서 직선으로 향하는 지진파보다 먼저 도착하기 때문에, 진원과 지진 관측소가 200 km 이상으로 너무 멀어진다면 진앙거리를 정확하게 재기 어렵다.
지진의 방재 관점에서도 이 초기미동 지속시간을 이용한다. 초기미동은 S파로 오는 주요동보다 상대적으로 크기가 작기 때문에 이 미동시간 동안 지진 경보 체계를 발령하거나 엘리베이터, 고속철도 등을 긴급정지 시켜 큰 피해를 막는 데 사용한다.
지각이 균질하다고 가정하고 P, S파의 속도를 각기 {\displaystyle V_{P}}와 {\displaystyle V_{S}}라 하고, 시간 {\displaystyle T_{0}}에 지표에서 발생해 진앙 거리 L인 지점에 P, S파가 시각 {\displaystyle T_{P}}와 {\displaystyle T_{S}}에 도달했다고 하자. 이 경우 지진파 도달과 진앙거리 사이에는 다음 관계가 성립한다.
- {\displaystyle T_{P}={\frac {T_{0}+L}{V_{P}}}}
- {\displaystyle T_{S}={\frac {T_{0}+L}{V_{S}}}}

이 식을 정리하면
- {\displaystyle L=({\frac {(T_{P}-T_{S})V_{S}*V_{P}}{(V_{P}-V_{S})}})}

{\displaystyle T_{P}-T_{S}}는 S파와 P파의 도달 시간의 차이(PS시)이다. 진앙 거리는 지진파 도달 시간의 차에 비례한다.

## 같이 보기
- 지진경보체계
- P파

## 참고 문헌
- Shearer, Peter M. (2009). 《Introduction to Seismology》. Cambridge University Press. ISBN 978-0-521-88210-1.
- 이기화 (2016년 10월 30일).  박상준, 편집. 《모든 사람을 위한 지진 이야기》 1판. 서울: 사이언스북스. ISBN 978-89-8371-730-6.